# Pada śnieg
Pada śnieg – świąteczny promo singel Edyty Górniak wykonywany w duecie z Krzysztofem Antkowiakiem, pochodzący z albumu Dotyk.
Przed wydaniem singla w duecie, piosenka ukazała się na albumie Zakazany owoc Krzysztofa Antkowiaka już w 1989 roku. Dwa lata później powstała wersja w duecie z Ryszardem Rynkowskim (na kasecie Światowe przeboje i moje).
Utwór promowany był przez rozgłośnie radiowe, a jego premiera odbyła się w 1995 roku na antenie Programu III Polskiego Radia. Słowa do piosenki napisał Jacek Cygan, a muzykę skomponował Rafał Paczkowski.
Singel stał się przebojem, który co roku grywany jest podczas świąt Bożego Narodzenia przez wiele rozgłośni radiowych w całej Polsce. Utwór znalazł się także na wielu składankach z muzyką świąteczną, m.in. na płycie promocyjnej wydawnictwa Pomaton EMI czy też kompilacji The Best Christmas... Ever!, która uzyskała status podwójnej platynowej płyty.

## Lista utworów
1. „Pada śnieg” – 4:15[1]